# G7 del 1994
Il 20° vertice del G7 si è svolto dall'8 al 10 luglio 1994 nella città di Napoli, in Italia. La sede degli incontri del vertice era l'ex Palazzo Reale di Napoli.
Il vertice è stato presieduto da Silvio Berlusconi, Presidente del Consiglio dei ministri della Repubblica Italiana.

## Leader al vertice
Il G7 è un forum annuale non ufficiale per i leader di Canada, Commissione europea, Francia, Germania, Italia, Giappone, Regno Unito e Stati Uniti.
Il 20° vertice del G7 è stato il primo vertice tra il primo ministro canadese Jean Chrétien, il presidente del consiglio italiano Silvio Berlusconi e il primo ministro giapponese Tomiichi Murayama. È stato anche l'ultimo incontro per il presidente francese François Mitterrand.

### Partecipanti

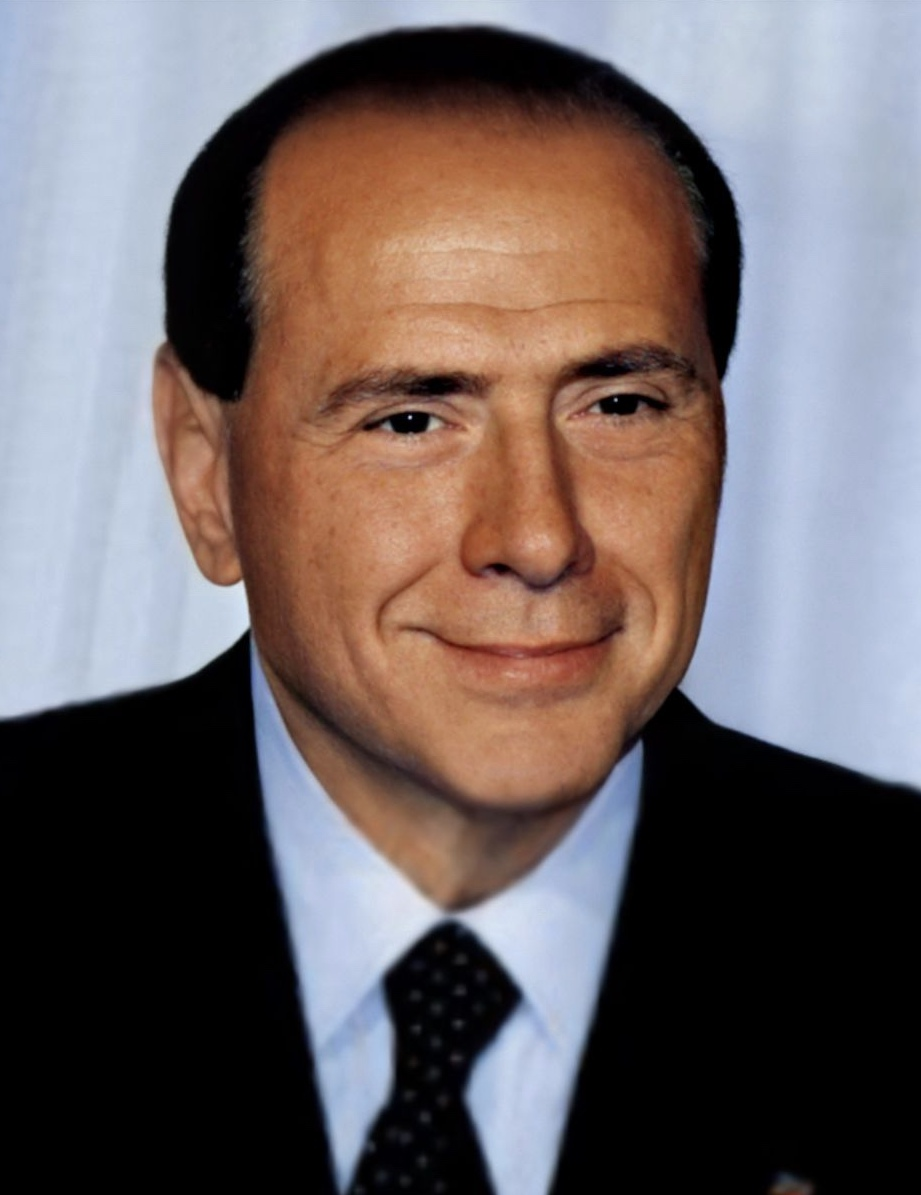
ITA Silvio Berlusconi, Presidente del Consiglio
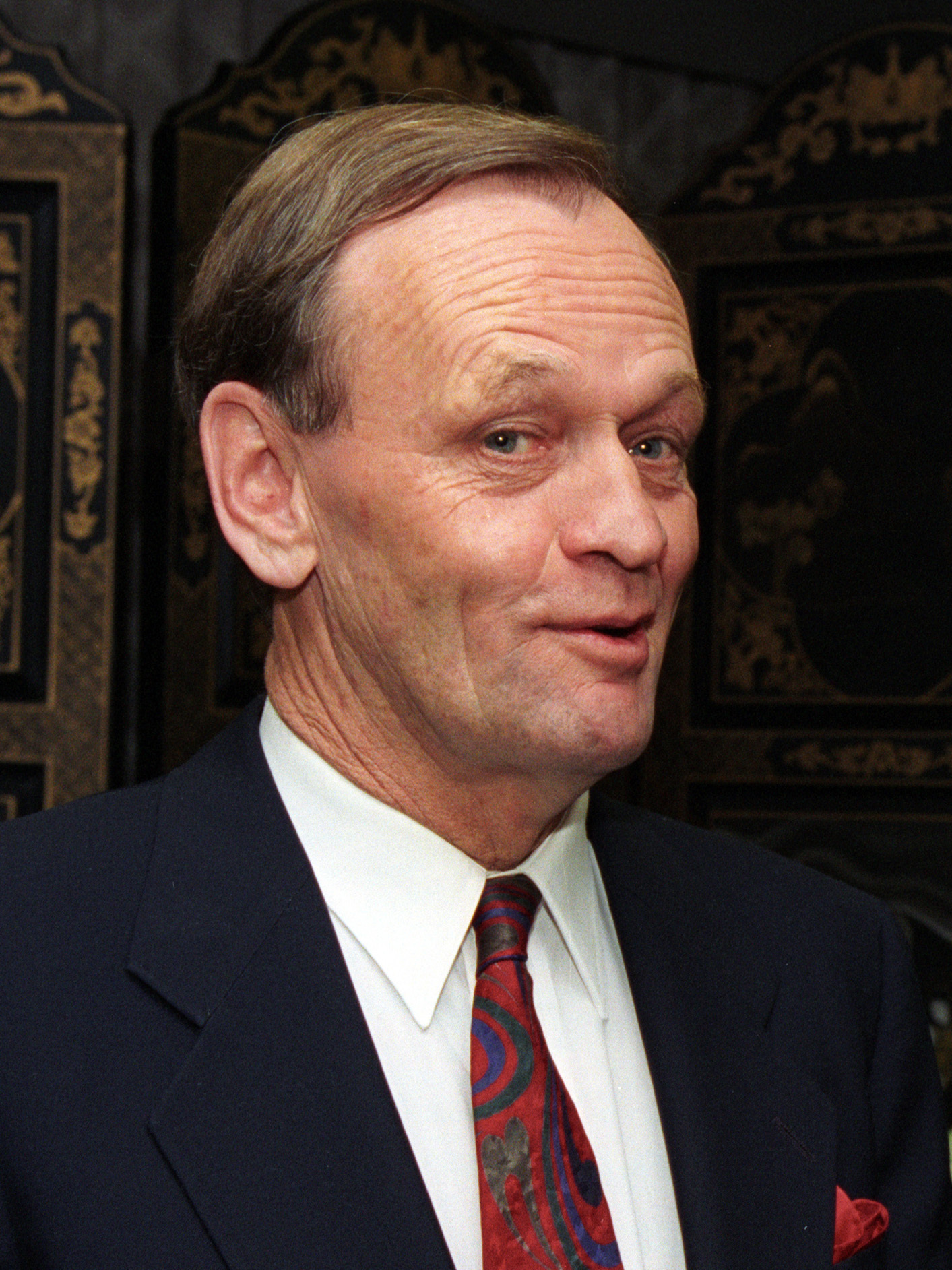
CAN Jean Chrétien, Primo ministro
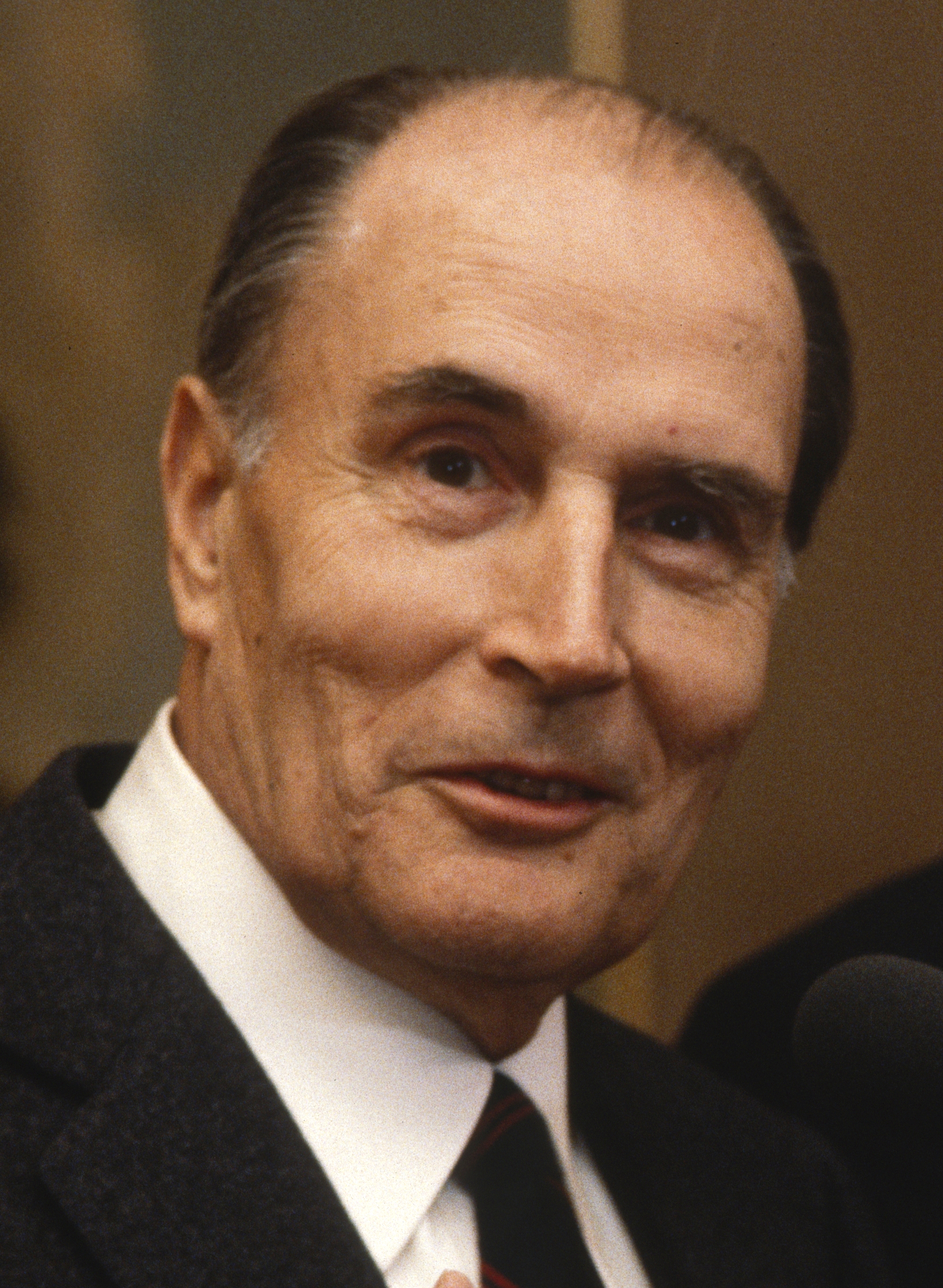
FRA François Mitterrand, Presidente
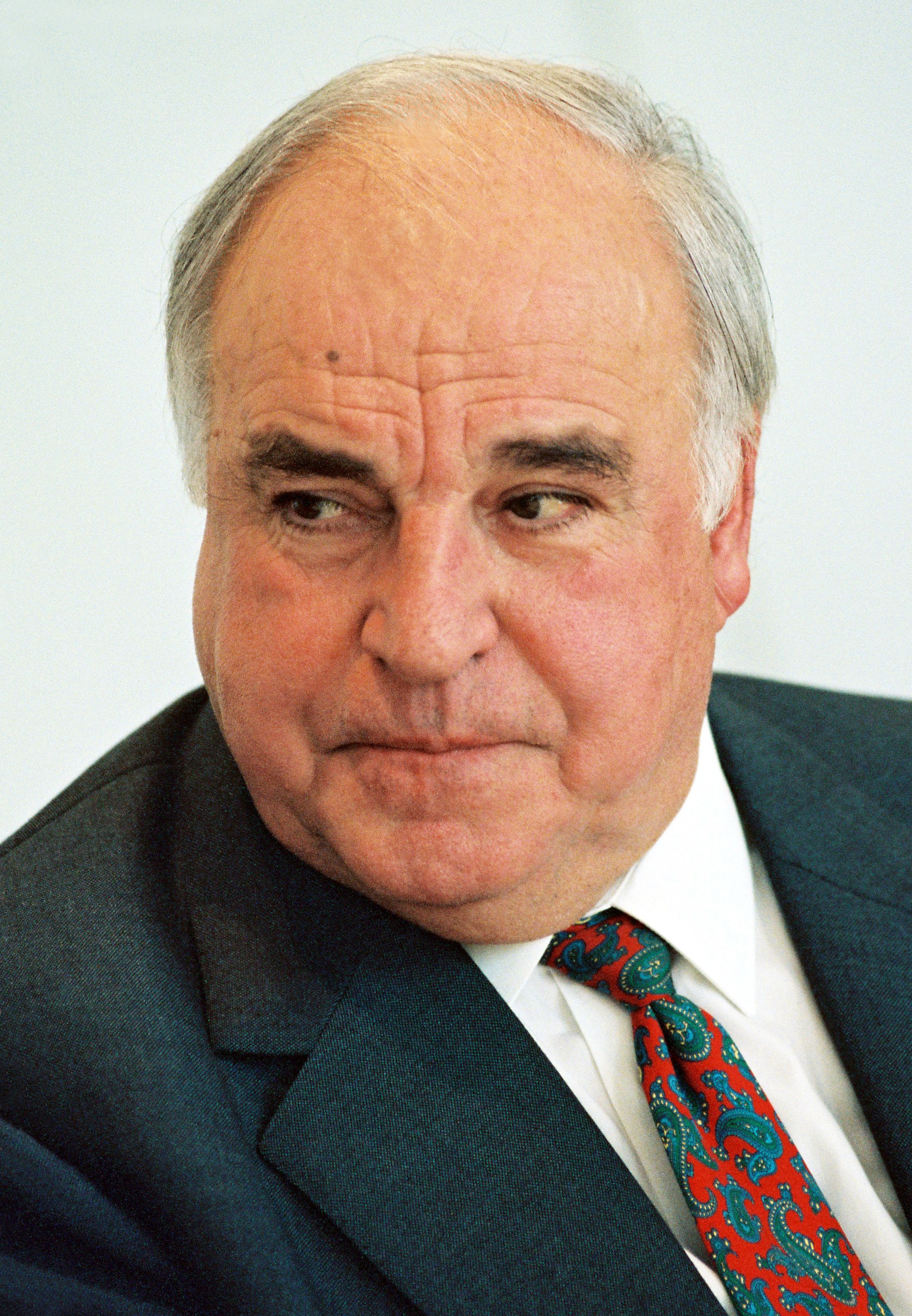
DEU Helmut Kohl, Cancelliere
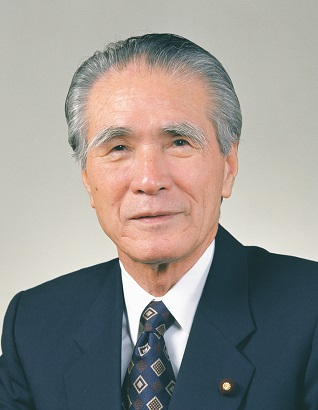
JPN Tomiichi Murayama, Primo ministro
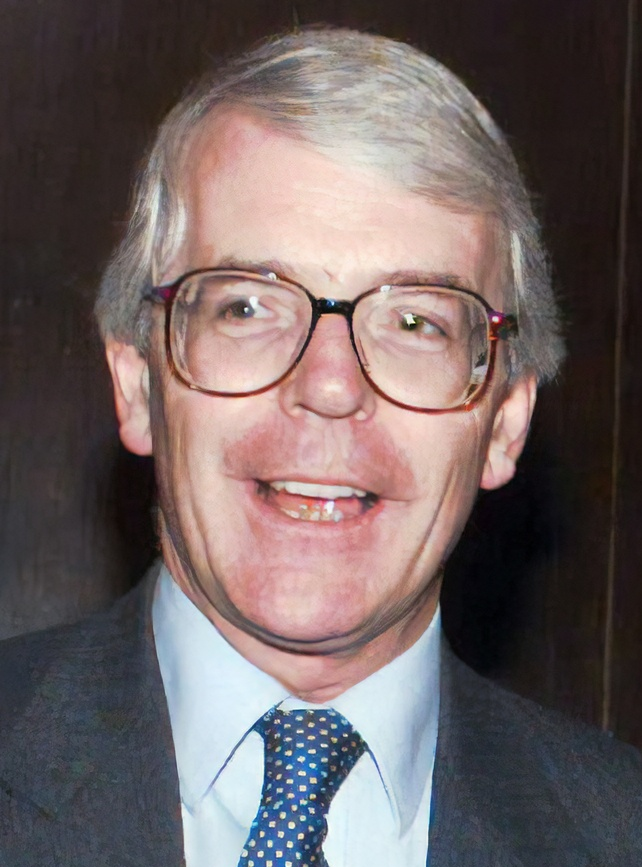
GBR John Major, Primo ministro
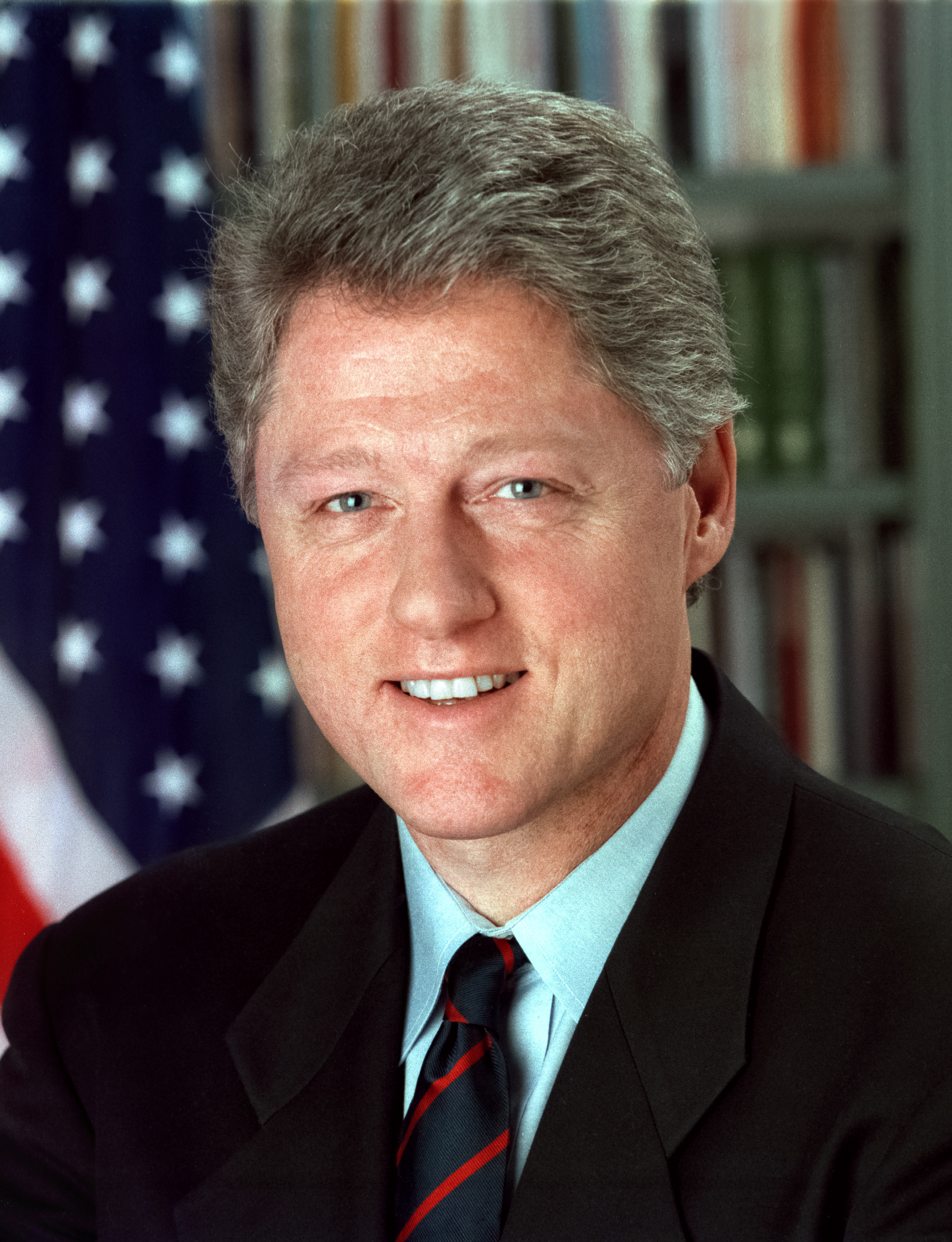
USA Bill Clinton, Presidente

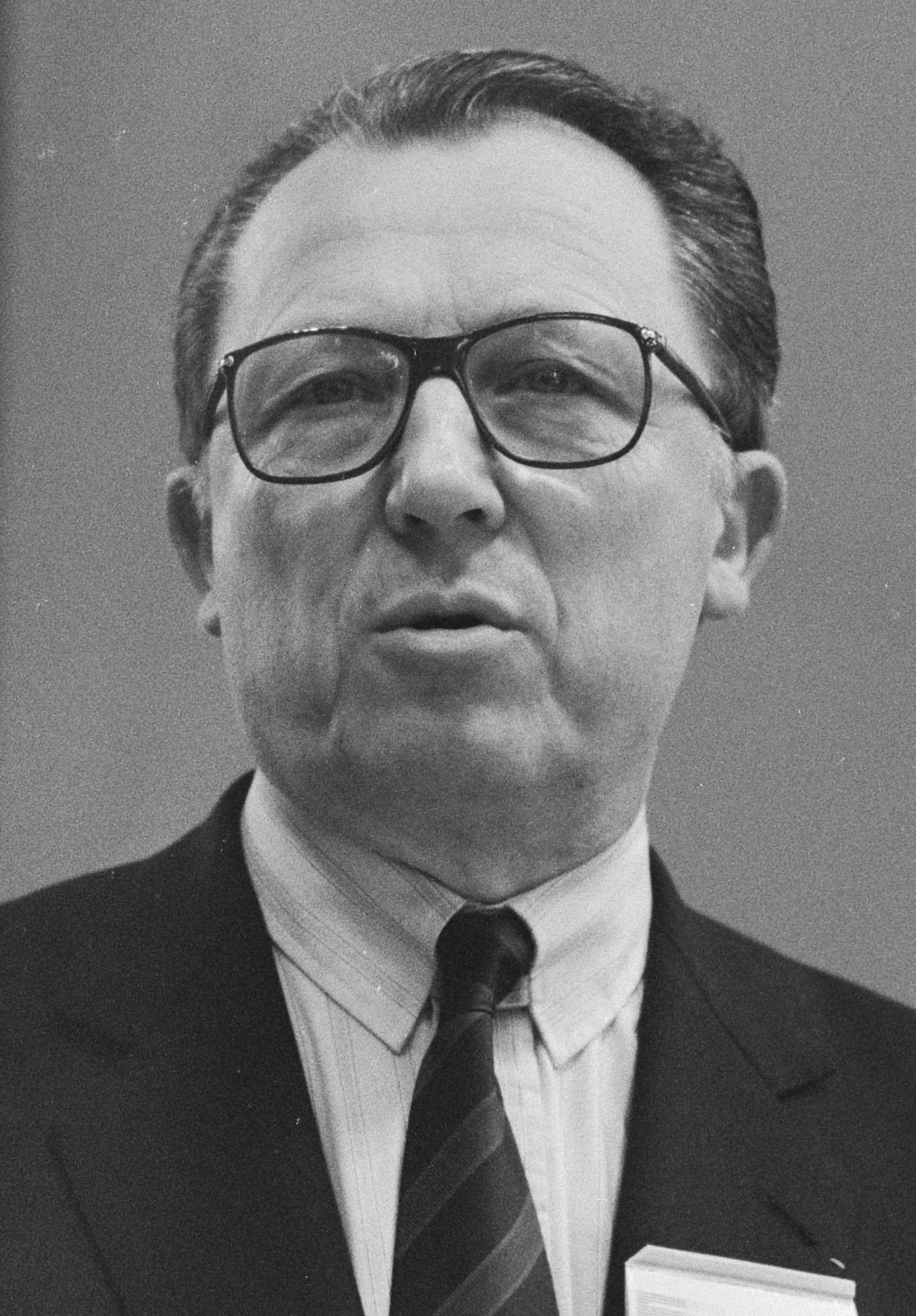
' Jacques Delors, Presidente della Commissione

| I membri del G7 In grassetto lo Stato ospitante | Rappresentato da    | Titolo                       | Vertici precedenti                                                           |
| ----------------------------------------------- | ------------------- | ---------------------------- | ---------------------------------------------------------------------------- |
| Italia                                          | Silvio Berlusconi   | Presidente del Consiglio     | Prima partecipazione                                                         |
| Canada                                          | Jean Chrétien       | Primo ministro               | Prima partecipazione                                                         |
| Francia                                         | François Mitterrand | Presidente                   | 1993, 1992, 1991, 1990, 1989, 1988, 1987, 1986, 1985, 1984, 1983, 1982, 1981 |
| Germania                                        | Helmut Kohl         | Cancelliere                  | 1993, 1992, 1991, 1990, 1989, 1988 1987, 1986, 1985, 1984, 1983              |
| Giappone                                        | Tomiichi Murayama   | Primo ministro               | Prima partecipazione                                                         |
| Regno Unito                                     | John Major          | Primo ministro               | 1993, 1992, 1991                                                             |
| Stati Uniti d'America                           | Bill Clinton        | Presidente                   | 1993                                                                         |
| Unione europea                                  | Jacques Delors      | Presidente della Commissione |                                                                              |
| Unione europea                                  | Helmut Kohl         | Presidente del Consiglio     |                                                                              |

- Italia
Silvio Berlusconi,
Presidente del Consiglio
- Canada
Jean Chrétien,
Primo ministro
- Francia
François Mitterrand,
Presidente
- Germania
Helmut Kohl,
Cancelliere
- Giappone
Tomiichi Murayama,
Primo ministro
- Regno Unito
John Major,
Primo ministro
- Stati Uniti
Bill Clinton,
Presidente

- Unione europea
Jacques Delors,
Presidente della Commissione

## Agenda
La prima serata del vertice ha incluso una cena di lavoro per i leader internazionali. L'evento è stato organizzato nella suggestiva cornice di Castel dell'Ovo, in riva al mare del Golfo di Napoli.

## Problemi
Il vertice fu concepito come un'occasione per risolvere le divergenze tra i suoi membri. In pratica, il vertice diede l'opportunità per i suoi membri di incoraggiarsi reciprocamente di fronte alle difficili decisioni economiche. Tra le questioni discusse in questo vertice figuravano:
- Occupazione e crescita economica
- Commercio
- Ambiente
- Paesi in via di sviluppo
- Sicurezza nucleare
- Ucraina
- Russia
- Altri paesi in transizione
- Cooperazione contro la criminalità transnazionale e il riciclaggio di denaro